# 耶路撒冷交通

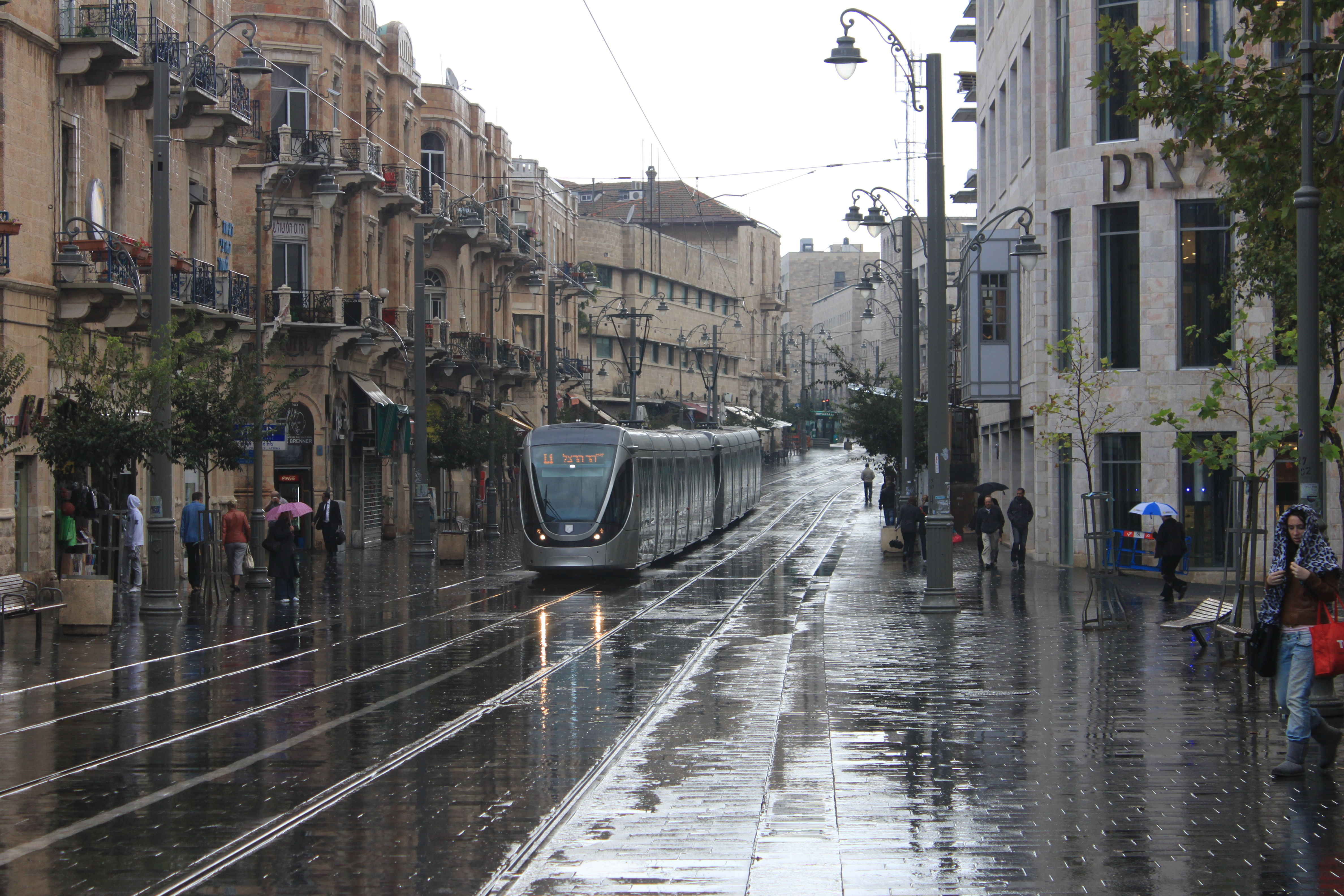
行驶在雅法路上的耶路撒冷轻轨

耶路撒冷的交通系统由发展较为良好的城市内部交通网络以及新兴的、建设中的城际交通方式组成。本-古里安国际机场为距离耶路撒冷最近的国际机场。乘坐艾格德巴士与以色列铁路系统可以到达以色列的大部分地区；另有建造中的高速铁路将连接特拉维夫。城市内部的公共交通，则主要由公路运输承担。

## 公路
贝京高速公路（即以色列50号公路）穿过耶路撒冷，并成为城市西部的一条快速道路。这条自北向南的公路连接着阿塔洛特和马勒哈，在未来的计划中它还将会延长，往南连结60号公路和古什埃齐翁。北端则可通往连接特拉维夫与莫迪因马加比勒特的443号公路。从阿塔洛特到塔皮奥特的公路（60号公路的一段）是横跨耶路撒冷的主要通勤大道；386号公路自城市北部的入城口开始，途经赫茨尔山和犹太大屠杀纪念馆等纳粹大屠杀相关纪念地，通向城市的南方。从城中心往东，雅法路通往旧城的雅法门，同时也将城市中心东部和城市西北部的社区连接在一起，并与1号公路的入城口相贯通。

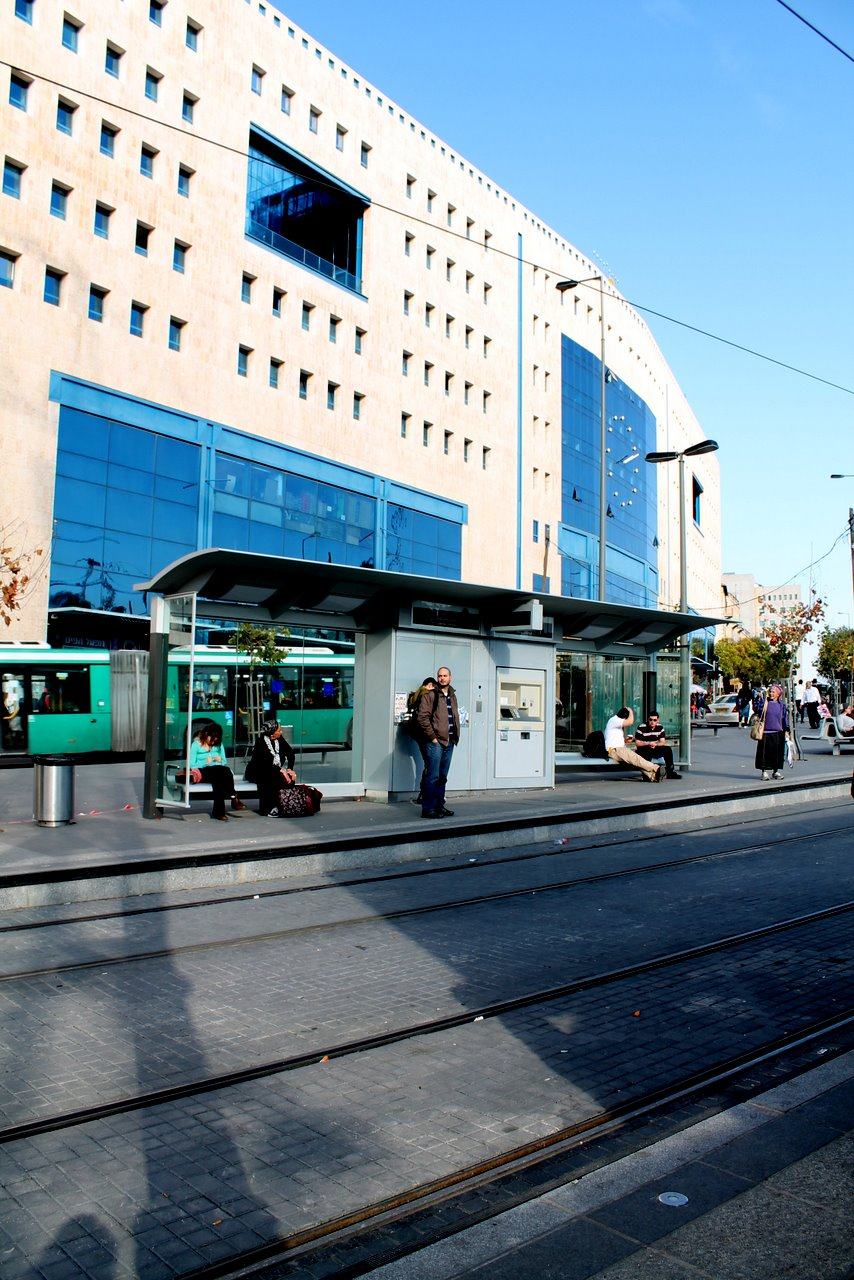
耶路撒冷中央巴士总站

一条35公里长的城市环线正在建设中，预计竣工后将能提高郊区与城市中心的交通效率。

## 公共巴士

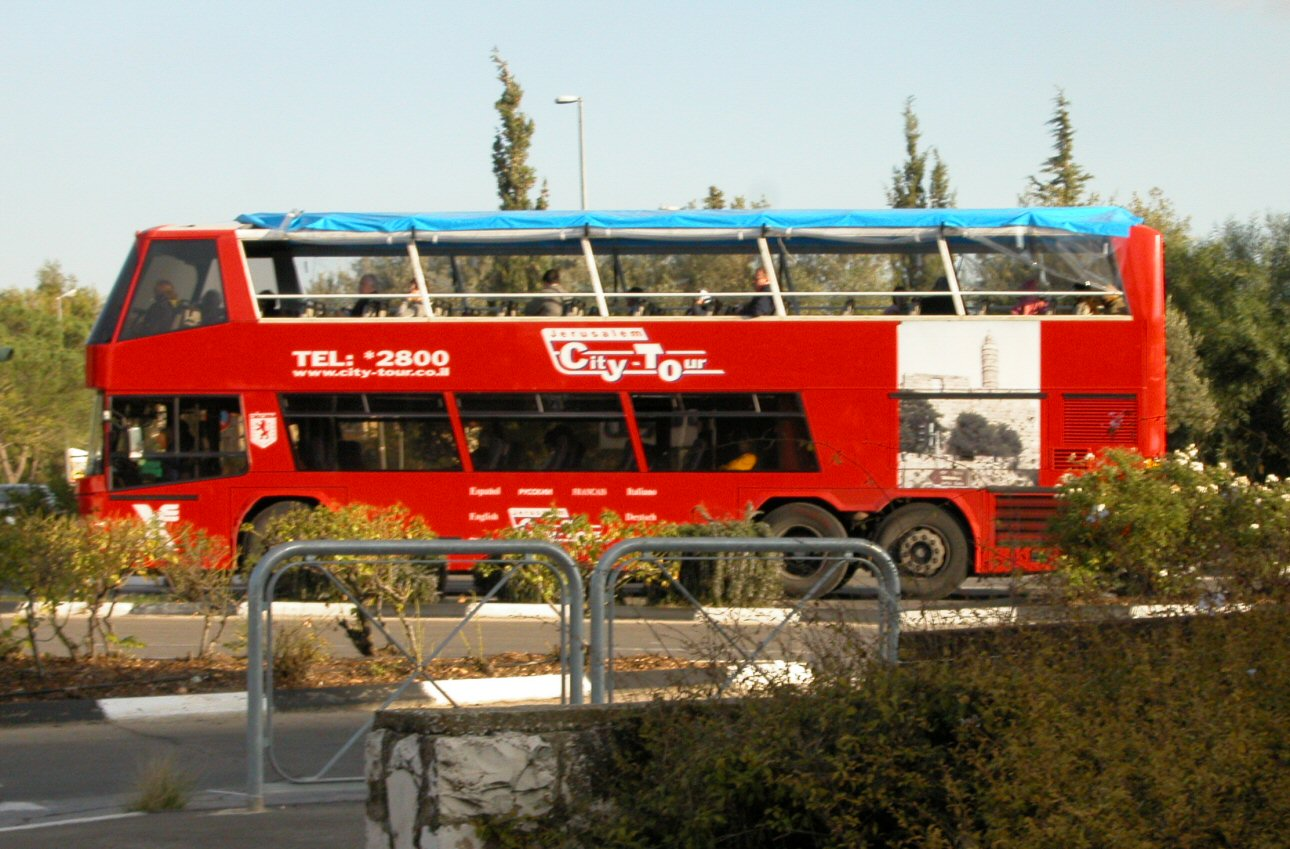
艾格德巴士旅游线

耶路撒冷中央巴士总站是西耶路撒冷的城际巴士站。截至2009年，西耶路撒冷通往以色列其他地区的公交服务主要由艾格德巴士承担，通往城郊各地的线路已有近百条之多；同时，其它一些巴士公司的运营线路也在持续增长中，并且同样使用中央巴士总站作为枢纽。
在艾格德之后继的競爭者包括运营通往伯尼布莱克的丹巴士公司，还有分别运营莫迪因马加比勒特和莫迪因伊利特路線的超级巴士和威立雅公司等等。除此之外，超级巴士还提供自耶路撒冷经过耶路撒冷走廊前往贝特谢梅什的交通线路，乘坐伊利特交通公司的巴士线路能到达贝特伊利特。
巴勒斯坦人经营的巴士则穿梭于耶路撒冷城中的巴勒斯坦社区、其他以色列境内的巴勒斯坦城镇以及约旦河西岸的阿拉伯城镇之间。这套交通系统以坐落在苏丹苏莱曼大街上的东耶路撒冷中央巴士站为起点，从这里驶出的巴士都会经过旧城区的大马士革门。

## 铁路

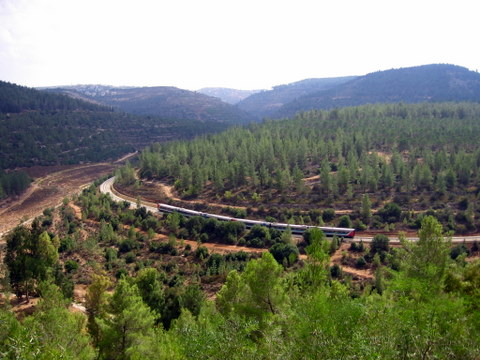
行驶中的列车

耶路撒冷南部有以色列铁路的两个火车站，分别为马勒哈商场附近的马勒哈车站，以及圣经动物园站。铁路自1892年就已开通运行，但是由于设施环境恶化的原因停运了七年之久，2005年8月9日在修缮之后重新开放使用。马勒哈车站便是一处新建火车站，用来取代靠近耶路撒冷旧城附近的老火车站。
一条全新的连接特拉维夫和耶路撒冷的高速铁路正在建设当中，这条线路将会途径本-古里安国际机场，并在新建成后的一处位于耶路撒冷中央巴士总站和耶路撒冷国际会议中心之间的地下火车站抵达终点。项目预计将在2018年竣工，预计往返两座城市的单程时间约为半小时。

## 轻轨

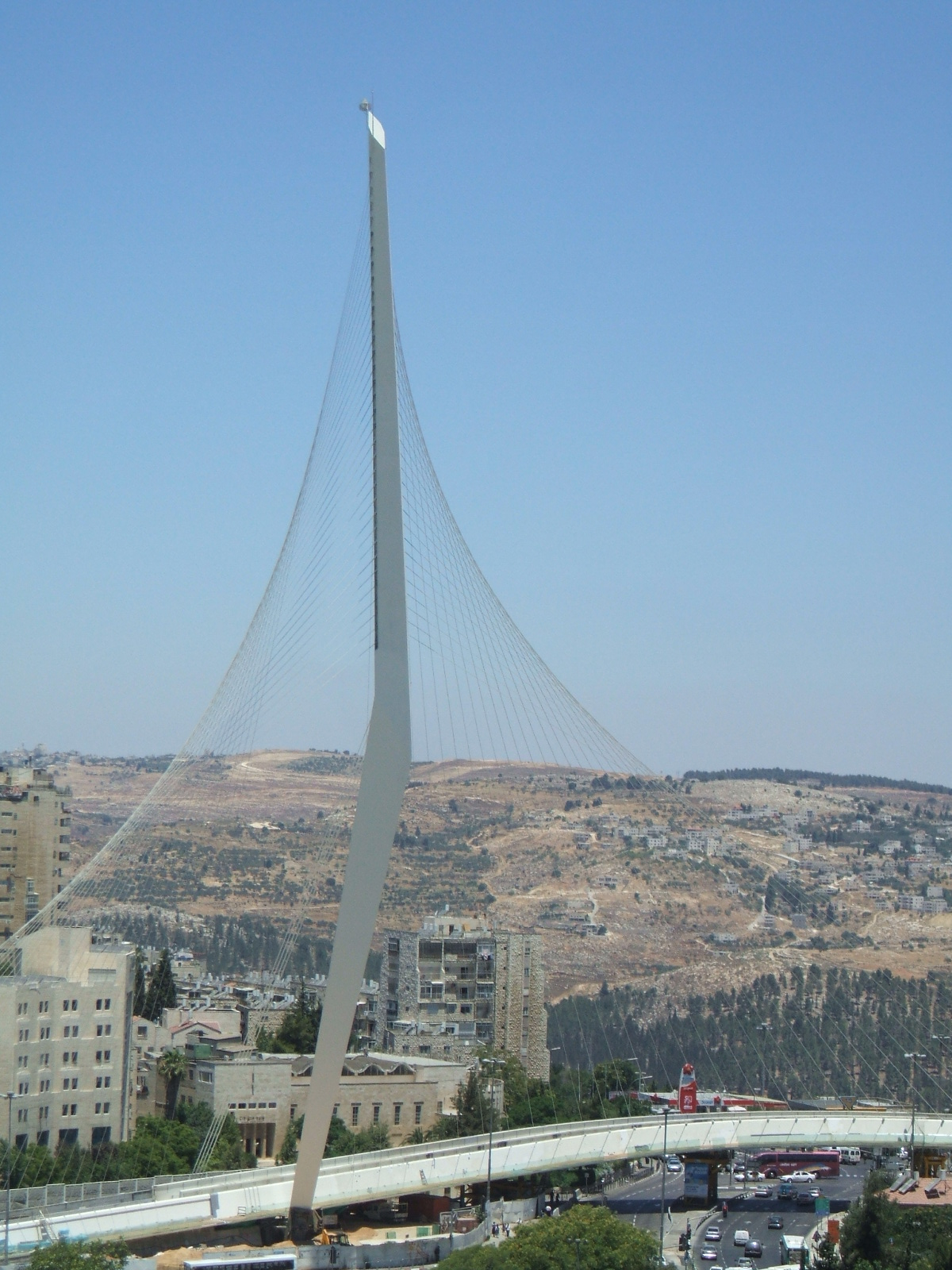
可供轻轨通过的琴弦桥

耶路撒冷轻轨的首条线路在2010年建造完成，当时与其同时亮相的还有西班牙建筑师圣地亚哥·卡拉特拉瓦设计的琴弦桥。这条命名为“红线”的轻轨线路自东北向西南连通多个社区，同时也经过中央巴士总站和雅法路等重要区域。不过，在经历长久的耽搁后，这条轻轨直到2011年下半年才得以开通运行；共有14班列车投入使用，最长的等候间隔为12分钟。

## 民航
阿塔洛特机场原本是耶路撒冷区域内的一处民航机场，不过在2000年阿克萨群众起义爆发后，基于安全上的考虑，该机场的民用功能取消，并在2001年完全处於以色列国防军的控制下。距离耶路撒冷西北40公里以外的本-古里安国际机场同时是特拉维夫和耶路撒冷首要的民航交通枢纽。作为以色列国内目前使用中的4座民航机场（另外3座分别是海法机场、埃拉特机场和奥华特机场，前两者尚且无法起落目前最大型的客机）中最大的一个，本-古里安机场承担着每年1300万的客流。